# Bernard H-110
Bernard H-110 – francuski pływakowy samolot myśliwski z okresu międzywojennego.

## Historia
W związku  z zapotrzebowaniem lotnictwa francuskiej Marynarki Wojennej, które ogłosiło konkurs na pływakowy samolot myśliwski dla eskadr brzegowych i pokładowych, w wytwórni Société des Avions Bernard opierając się na konstrukcji wcześniej opracowanego wodnosamolotu myśliwskiego Bernard H-52 opracowano nowy wodnosamolot, który oznaczono jako H-110.
Prototyp samolotu został oblatany w czerwcu 1935 roku, a następnie wziął udział w konkursie na pokładowy samolot myśliwski. W konkursie oprócz niego wzięły udział samoloty Loire 210, Potez 452 i Romano R.90. Okazał się wtedy, że jego osiągi są znacznie niższe od pozostałych. Dalszych prac nad tym samolotem nie prowadzono z uwagi na bankructwo wytwórni w 1935 roku.
Zbudowano jedynie prototyp.

## Użycie w lotnictwie
Samolot Bernard H-110 był w 1935 roku poddany testom fabrycznym oraz wziął udział w konkursie na samolot myśliwski dla Marine nationale, po czym został skasowany.

## Opis techniczny
Wodnosamolot pływakowy Bernard H-110 był dolnopłatem o konstrukcji metalowej. Kadłub mieścił odkrytą kabinę pilota. Napęd stanowił silnik gwiazdowy, 9-cylindrowy, chłodzony powietrzem. Samolot posiadał dwa pływaki pod skrzydłami, przymocowane wspornikami do kadłuba i skrzydeł. Był przystosowany do startu za pomocą katapulty.
Uzbrojenie stanowiły dwa karabiny maszynowe Darne kal. 7,5 mm umieszczone w skrzydłach.